# Repedea
Repedea é uma comuna romena localizada no distrito de Maramureș, na região histórica da Transilvânia. A comuna possui uma área de 113.7 km² e sua população era de 4904 habitantes segundo o censo de 2007.